# 维斯巴赫
维斯巴赫是德国莱茵兰-普法尔茨州的一个市镇。总面积4.07平方公里，总人口533人，其中男性264人，女性269人（2011年12月31日），人口密度131人/平方公里。